# Ponor (Berane)
Pour les articles homonymes, voir Ponor (homonymie).
Ponor (en serbe cyrillique : Понор) est un village du nord-est du Monténégro, dans la municipalité de Berane.

## Démographie

### Évolution historique de la population
| 1948 | 1953 | 1961 | 1971 | 1981 | 1991 | 2003 |
| ---- | ---- | ---- | ---- | ---- | ---- | ---- |
| 142  | 210  | 169  | 226  | 269  | 175  | 65   |